# Afrique du Sud aux Jeux olympiques de 1920
L'Union d'Afrique du Sud participe aux Jeux olympiques de 1920 organisés à Anvers en Belgique. La délégation sud-africaine remporte 10 médailles (3 en or, 4 en argent et 3 en bronze), se situant à la 11e place du tableau des médailles.

## Liste des médaillés sud-africains
| Médaille           | Athlète                                                                     | Sport      | Épreuve                                                         |
| ------------------ | --------------------------------------------------------------------------- | ---------- | --------------------------------------------------------------- |
| Médaille d'or      | Bevil Rudd                                                                  | Athlétisme | 400 mètres                                                      |
| Médaille d'or      | Clarence Walker                                                             | Boxe       | Poids coqs                                                      |
| Médaille d'or      | Louis Raymond                                                               | Tennis     | Simple messieurs                                                |
| Médaille d'argent  | Henry Dafel Clarence Oldfield Jack Oosterlaak Bevil Rudd                    | Athlétisme | Relais 4 × 400 mètres                                           |
| Médaille d'argent  | Henry Kaltenbrunn                                                           | Cyclisme   | Contre-la-montre individuel                                     |
| Médaille d'argent  | William Smith James Walker                                                  | Cyclisme   | Tandem                                                          |
| Médaille d'argent  | David Smith Robert Bodley Ferdinand Buchanan George Harvey Frederick Morgan | Tir        | Tir à la carabine d'ordonnance à 600 mètres en position couchée |
| Médaille de bronze | Bevil Rudd                                                                  | Athlétisme | 800 mètres                                                      |
| Médaille de bronze | James Walker William Smith, Henry Kaltenbrun Harry Sammy Goosen             | Cyclisme   | Poursuite par équipes                                           |
| Médaille de bronze | Charles Winslow                                                             | Tennis     | Simple messieurs                                                |